# Menacella gracilis
Menacella gracilis is een zachte koraalsoort uit de familie Plexauridae. De koraalsoort komt uit het geslacht Menacella. Menacella gracilis werd in 1909 voor het eerst wetenschappelijk beschreven door Thomson & Simpson. 